# Werd (Bodensee)

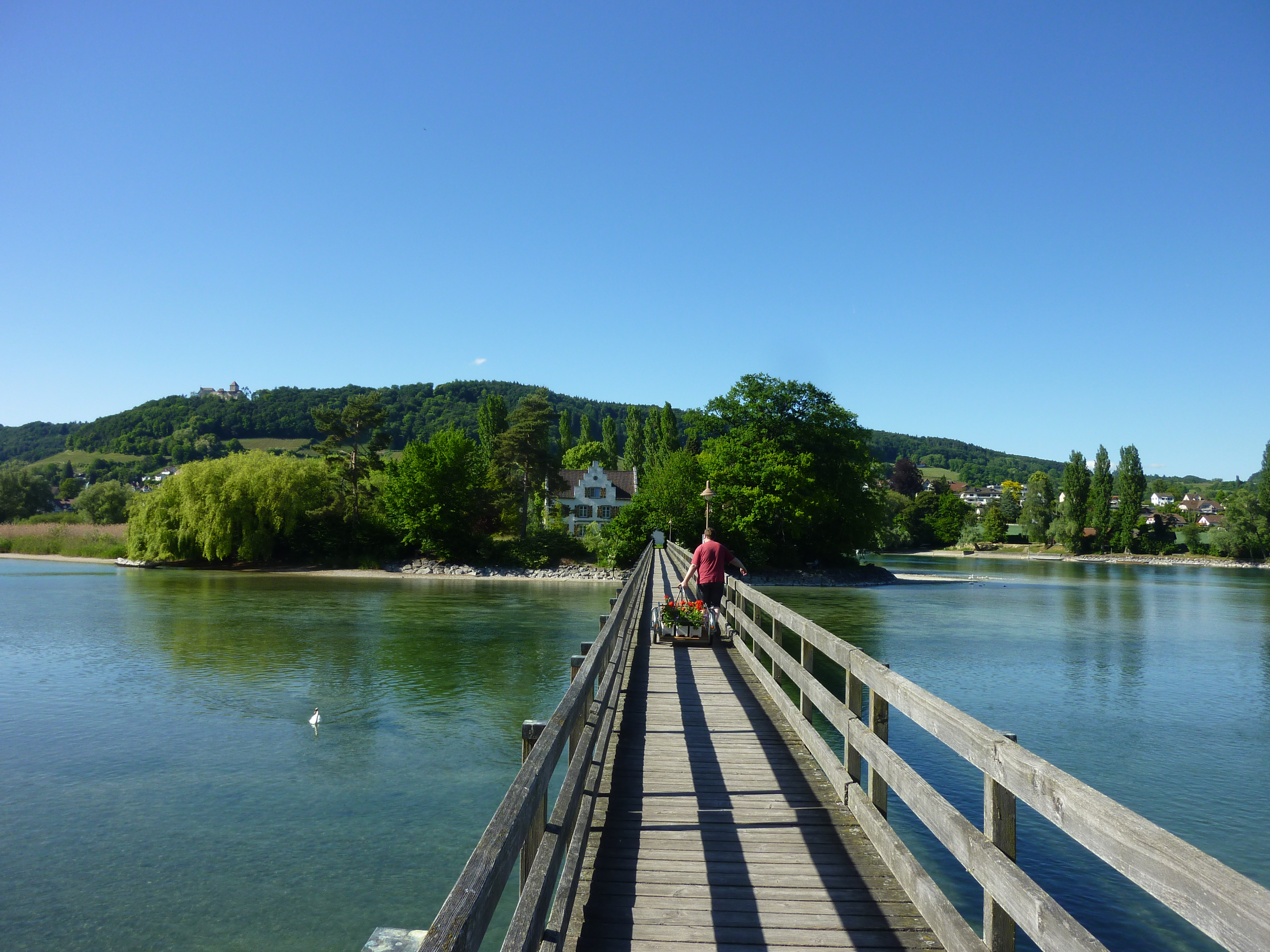
Fussgängerbrücke zur Insel Werd mit dortigem Kloster Werd

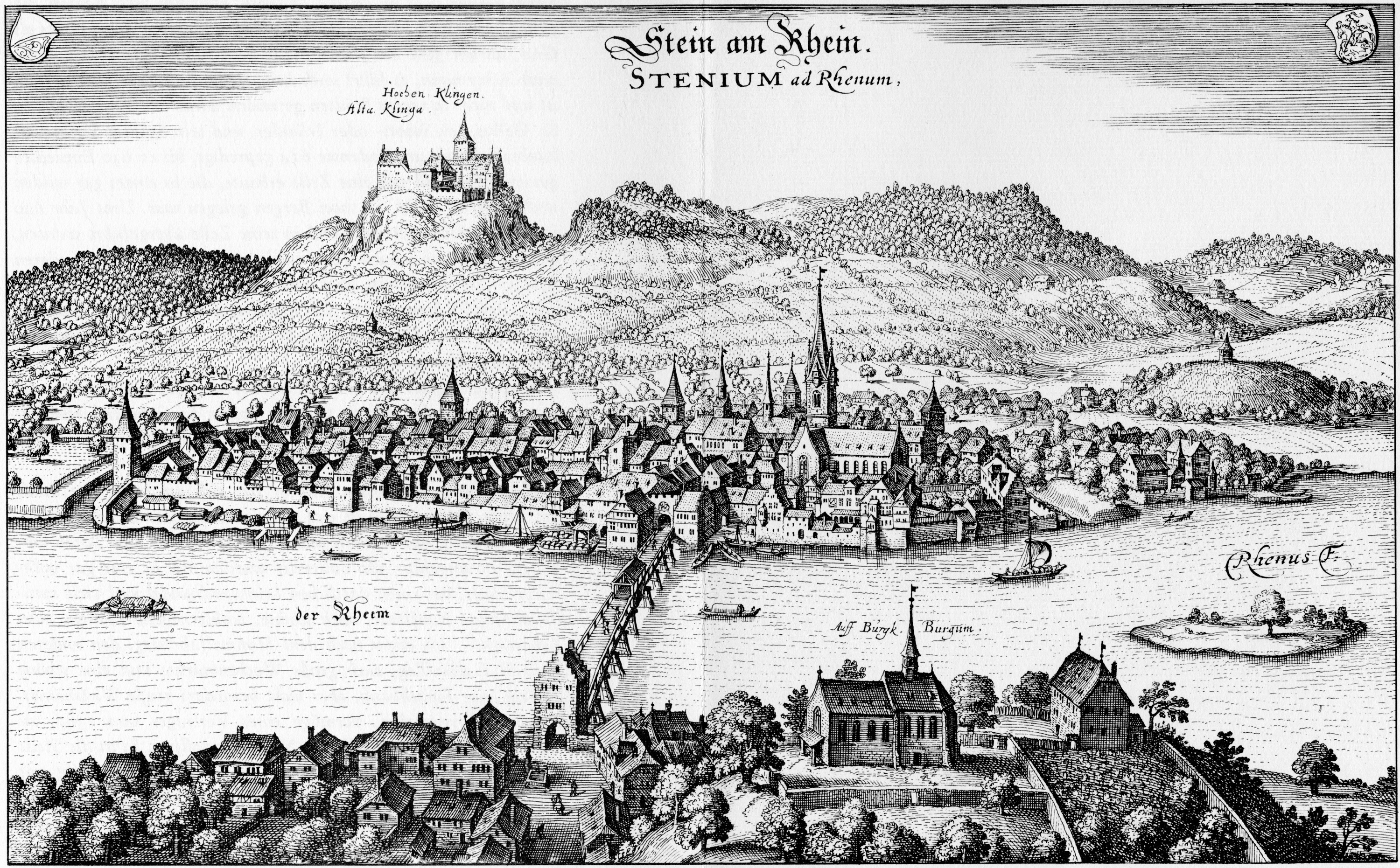
Auf dem Merian-Kupferstich von Stein am Rhein (1642) ist rechts der Brücke das Untere Werdli zu erkennen

Die Insel Werd bei Eschenz im Schweizer Kanton Thurgau ist die Hauptinsel der kleinen Inselgruppe Im Werd (Werd-Inseln) im westlichsten Teil vom Untersee des Bodensees. Eine etwa 200 m lange Fussgängerbrücke aus Holz führt von Eschenz kommend zur Insel. Dort befindet sich das Kloster Werd (auch Kloster St. Othmar genannt).

## Geographische Lage
Die Hauptinsel Werd gehört zur Gemeinde Eschenz (Ortsteil Untereschenz) des schweizerischen Kantons Thurgau. Sie befindet sich im Mittel rund 650 m südöstlich vom Ausfluss des Hochrheins aus dem Rheinsee, dem Südteil des zum Bodensee gerechneten Untersees. Die höchste Stelle der 1,5854 ha grossen Insel liegt auf 398 m ü. M.
Die übrigen beiden Inseln der Gruppe gehören zur Gemeinde Stein am Rhein des Kantons Schaffhausen. Sie sind unbewohnt und bilden das Natur- und Vogelschutzgebiet Mittleres und unteres Werdli. Die Insel Mittleres Werdli ist 0,4 ha und das Untere Werdli 0,6 ha gross. Die schweizerdeutschen Namen dieser Inseln lauten Mittlers Werdli und Unders Werdli. Entsprechend wird die Insel Werd von den Fischern Obers Werdli genannt.
Die Grenzziehung zwischen den Kantonen Thurgau und Schaffhausen folgt hier der Mittellinie des Rheins, knickt aber nordwestlich der Hauptinsel nach Südwesten ab.
Als geographische Grenze zwischen Untersee bzw. Rheinsee und Hochrhein gilt die Rheinbrücke bei Stein am Rhein. Die Werdinseln liegen etwas oberhalb der Brücke und sind deshalb Bodenseeinseln, nicht Flussinseln. Die Westspitze des Unteren Werdli liegt noch etwa 345 m oberhalb der Rheinbrücke.

## Name
Der Name Werd geht auf althochdeutsch werid beziehungsweise mittelhochdeutsch wert zurück, das «Insel, Flussinsel» bedeutete. Dieses Wort starb im 16. Jahrhundert als Gattungswort aus, lebt aber seither noch als Name fort.
Die Endung -li in Mittleres und Unteres Werdli bezeichnet im Schweizerdeutschen das Diminutiv.

## Geschichte

### Siedlungsgeschichte
Die Werd wurde schon 5000 v. Chr. von Pfahlbauern bewohnt. Seit der Mittelsteinzeit sind Steingeräte von Jägern und Sammlern nachgewiesen. Im Neolithikum bot die Werd einen idealen Siedlungsplatz. Zwischen 1931 und 1935 fanden unter der Leitung von Karl Keller-Tarnuzzer Ausgrabungen statt. Zahlreiche Gegenstände wie Steinbeile, Pfeilspitzen, eine Sichel aus Feuerstein, Keramikscherben, Angelhaken aus Knochen aus der Jungsteinzeit und der Bronzezeit kamen ans Tageslicht. Aus der Bronzezeit fanden sich Werkzeuge, Waffen und Schmuck. Raymund Netzhammer verbrachte zu dieser Zeit seinen Lebensabend im Kloster Werd und erlebte die Ausgrabungen mit, er schrieb darüber einige Artikel. An der Grabung beteiligt waren Karl Sulzberger, Louis Reverdin und Hans Bessler. Unter den zahlreichen Besuchern war unter anderem Eugen Tatarinoff.
Im Winter 2005/06 kam es zu einem extremen Tiefstand des Bodensees, was grosse Uferflächen und prähistorische Objekte freilegte. Eine Auswahl davon sowie von römischen und mittelalterlichen Originalfunden sind beim Eingang des Refektoriums auf der Insel Werd ausgestellt. Weitere wichtige Funde werden im Museum für Archäologie in Frauenfeld und im Ortsmuseum in Eschenz aufbewahrt.
2011 wurden die ehemaligen Pfahlbausiedlungen mit 110 weiteren Fundstellen in 6 Alpenländern von der UNESCO in das Inventar des UNESCO-Weltkulturerbes aufgenommen.

### Römische Brücke und Strassen
Die Römer bauten 50 n. Chr. eine Pfahljochbrücke zwischen Rätien und Germanien und benutzten die Inseln in der Rheinmitte als Widerlager. Die beiden Brückenteile hatten eine Länge von 220 beziehungsweise 217 Metern und eine Breite von sechs Metern. Die Römerstrasse, in der Literatur „rätische Grenzstrasse“ genannt, führte vom Vicus Tasgetium (Eschenz) über Rielasingen, Singen, Friedingen, Steisslingen, Orsingen, Vilsingen, Inzigkofen nach Laiz an eine Furt durch die Donau. Beim Vicus Orsingen gab es eine Abzweigung nach Pfullendorf und Burgweiler. In der Gegend des Dürren Ast gibt es eine Abzweigung über Schweingruben, über das Ablachtal nach Messkirch, Krauchenwies und Mengen-Ennetach.

## Kloster auf der Insel Werd

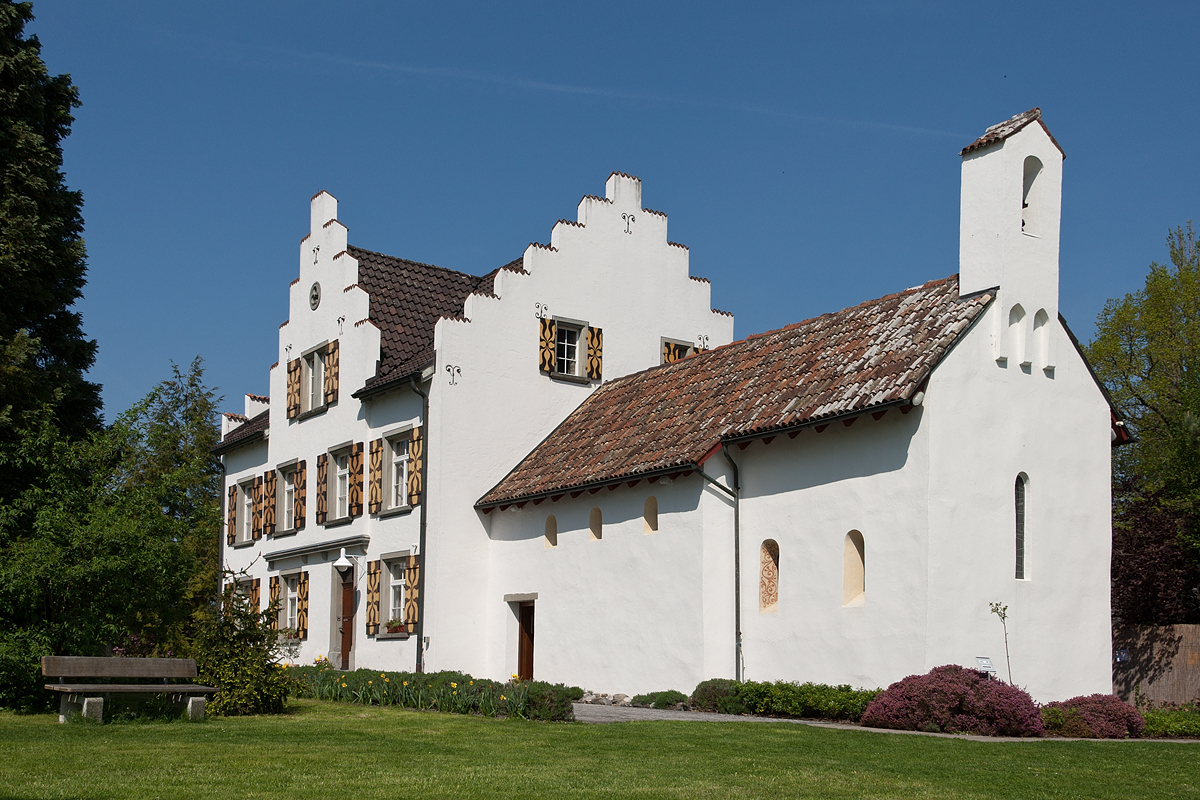
Kloster und Kapelle Werd

Der heilige Otmar, erster Abt des Klosters St. Gallen, wurde im Jahr 759 auf Werd in die Verbannung geschickt, wo er am 16. November desselben Jahres starb. Zu seinem Andenken steht seit dem 9./11. Jahrhundert die St. Otmarskapelle auf der Hauptinsel. 
Die Insel gehört dem Benediktinerkloster Einsiedeln, ist aber von Franziskanern gepachtet, die in dem der Kapelle angebauten Haus leben. 
Sie betreuen Kranke, Alte und nehmen Taufen und kirchliche Trauungen vor. 
Die Kapelle des Klostergebäudes ist zugänglich. Vor dem Kloster ist ein Labyrinth aus Gras und Steinlinien, das den Massen desjenigen in der Kathedrale von Chartres entspricht.

## Vogelschutzgebiet Mittleres und Unteres Werdli
Auf den beiden kleineren Inseln überwintern Schell-, Tafel- und Reiherente. Die Inseln sind Rastplatz für Zwergtaucher, Blesshühner und Watvögel.